# やすきよ笑って日曜日
『やすきよ笑って日曜日』（やすきよわらってにちようび）は、1983年4月3日から1986年4月6日まで一部テレビ朝日系列局で放送されていたテレビ朝日製作のコメディ番組である。放送時間は毎週日曜 12:00 - 12:45 （日本標準時）。

## 概要
前番組『週間漫画 ゲラゲラ45』の中で好評だったホームコメディ「きっと明日はいい日だろう」のスタイルを継承した番組で、主演は横山やすしと西川きよしが務めていた。コメディ部分の脚本は元木すみお、清水東、三谷幸喜がまわりもちで担当していた。
番組前半ではやすきよがサラリーマンの常連客に扮し、池波志乃がおかみに扮する居酒屋コントを展開。後半ではゲストが居酒屋に客として訪れ、やすきよとの爆笑トークを展開していた。中間にはやすし一家（山田スミ子が妻役）ときよし一家（鮎川いずみが妻役）の場面があった。
出演者は他に小川範子（当時は結婚前の本名の谷本重美）、大山のぶ代、藤田弓子、金子信雄、コント・レオナルド、すがぬま伸がいた。さらにやすしの長男・木村一八、きよしの長男・西川忠志と次男・西川弘志も出演していた。一八はこの番組で芸能界デビューを果たした。
番組は1986年に終了。替わって、やすしの相手役に伊東四朗を迎えた後継番組『みんな気まぐれ日曜日』がスタートした。

## 備考
- 前期においては全国向けの複数社提供で放送されていたが、後期にローカルセールスへ移行し、流れるCMはスポットCMになった。これ以降、テレビ朝日の日曜12時台は長らくローカルセールス枠になっている。
- 系列局の朝日放送（ABCテレビ）はこの時間帯に同じくやすし主演の『やっさんのはちゃめちゃ捕物帖』（日曜笑劇場）を放送しており、本番組については遅れネットも行っていなかった。
- 名古屋放送（現・名古屋テレビ、通称・メーテレ）も一時期、この時間帯に自社製作のタレントオーディション番組『でたがりサンデー45』を放送していたことがある。